# Слава Богу, сегодня пятница
«Слава Богу, сегодня пятница» (англ. Thank God It's Friday) — американская диско-комедия 1978 года режиссёра Роберта Клейна. Фильм был номинирован на премию «Оскар» за лучшую песню к фильму.

## Сюжет
Сюжет фильма разворачивается в одну и ту же ночь в клубе «Zoo», параллельно раскручивая сюжетные линии нескольких героев. Среди них: молодая девушка Николь Симс, стремящаяся выступить на сцене клуба; две несовершеннолетние девушки пытаются проникнуть в этот самый клуб; женатая пара, которая пытается развеять рутину; две подруги, ищущие мужчин, а также двое парней, ищущих девушек. Все герои рано или поздно пересекаются друг с другом.

## В ролях
- Джефф Голдблюм — Тони Ди Марко
- Дебра Уингер — Дженнифер
- Донна Саммер — Николь Симс
- ДеВейн Джесси — Малкольм Флойд
- Рэй Витте — Бобби Спид
- Валери Лэндсберг — Фрэнни
- Терри Нанн — Джинни
- Пол Джабара — Карл
- Джон Фридрих — Кен
- Марк Лоноу — Дэйв
- Андреа Ховард — Сью
- Марья Смолл — Джеки
- Робин Менкен — Мэдди
- Чик Веннера — Марв Гомес
- Чак Скки — Гас
- Хилари Бин — Ширли

## Производство
Съёмки проходили в реально существующем ночном клубе «Оско» в Лос-Анджелесе, в котором ранее снимался «Дженифер». Владелец клуба снялся в роли вышибалы в фильме. В 1990-х клуб был снесён до основания, а на его месте был построен магазин «Loehmann's».

## Саундтрек
В фильме использовано большое количество популярных диско-песен. Тройной альбом с музыкой к картине имел оглушительный успех. Одним из главных хитов компиляции стала песня Донны Саммер — «Last Dance». Песня была номинирована на «Оскар» в категории «Лучшая песня к фильму», и одержала победу.

## Критика
Фильм получил смешанные отзывы критиков. На данный момент фильм имеет 30 % рейтинга «свежести» на сайте Rotten Tomatoes, основанных на 10 рецензиях. В своей рецензии Леонард Малтин назвал фильм «Бомбой», а также отметил, что это, пожалуй, один из худших фильмов, получивший награду киноакадемии.